# مامان بچه (فیلم)
مامان بچه (به انگلیسی: Baby Mama) فیلمی محصول سال ۲۰۰۸ و به کارگردانی مایکل مک کالر است. در این فیلم بازیگرانی همچون تینا فی، ایمی پولر، گرگ کینر، دکس شپارد، رومانی مالکو، مورا تیرنی، هالند تیلور، سیگورنی ویور، استیو مارتین، شیوون فالون هوگان، ویل فورته، دنی اوهر، فرد ارمیسن، جیمز ربهورن، توماس مک‌کارتی، جان هوجمن و جیسون منتزوکس ایفای نقش کرده‌اند.